# Kalvola

Wappen von Kalvola

Kalvola [ˈkɑlvɔlɑ] ist eine ehemalige Gemeinde in der südfinnischen Landschaft Kanta-Häme. Zum Jahresbeginn 2009 wurde sie zusammen mit den Gemeinden Hauho, Lammi, Renko und Tuulos in die Stadt Hämeenlinna eingemeindet.
Kalvola liegt 20 km nordwestlich des Stadtzentrums von Hämeenlinna und 55 km südöstlich von Tampere. Die Entfernung zur Hauptstadt Helsinki beträgt 125 km. Die Autobahn von Helsinki nach Tampere (Staatsstraße 3/Europastraße 12) und die Bahnstrecke von Helsinki über Tampere nach Oulu durchqueren Kalvola. Das Gemeindezentrum von Kalvola war der Ort Iittala, ist für den dort ansässigen gleichnamige Hersteller Iittala von Glasdesign bekannt. Außer Iittala gehören zum ehemaligen Gemeindegebiet von Kalvola noch die Dörfer Ahlajärvi, Heinu, Hietajärvi, Hitumaa, Kanajärvi, Kankaanpää, Kautio, Keikkala, Kotkajärvi, Kutila, Kutinen, Kuurila, Könnölä, Lintumaa, Niemi, Ojajärvi, Orjanhirsi, Paakkonen, Sauvala, Saviniemi, Sittala, Sääksniemi, Taljala, Unonen und Rimmilä. Ihren Namen erhielt die Gemeinde nach dem See Kalvolanjärvi. Die Fläche der Gemeinde Kalvola betrug 338,20 km² (davon 37,66 km² Binnengewässer). Die Einwohnerzahl lag zuletzt bei 3.587.
Das Gebiet von Kalvola wird durch die Nachbargemeinde Hattula vom restlichen Stadtgebiet Hämeenlinnas abgetrennt. Weil nach dem finnischen Kommunalgesetz nur Gemeinden fusionieren können, die über eine gemeinsame Grenze verfügen, musste Hattula ein kleineres Gebiet von 27 km² abtreten, um einen Korridor zwischen Hämeenlinna und Kalvola zu bilden. De facto stellt Kalvola dennoch eine Exklave dar, denn die Straßenverbindung aus dem Zentrum von Hämeenlinna nach Kalvola führt über Hattula.
Die Steinkirche von Kalvola entstand zwischen 1919 und 1921. An ihrer Stelle stand im Mittelalter eine Holzkirche, deren steinerne Sakristei aus der Zeit um 1500 erhalten geblieben ist. Weitere Sehenswürdigkeiten in Kalvola sind die Gutshäfe Kankainen und Niemi.
Am 15. März 1957 ereignete sich unweit der Eisenbahnunfall von Kuurila.